# Пролетни води
Пролетни води (на английски: The Torrents of Spring) е разказ от Ърнест Хемингуей, публикуван през 1926 г. Това е неговото първо по-дълго произведение и е написано като пародия.
Действието се развива в северната част на Мичиган и се отнася до двама мъже, които работят във фабрика за помпи: ветеранът от Първата световна война Йоги Джонсън и писателят Скрипс О'Нийл. И двамата търсят перфектната жена, въпреки че не могат да се споразумеят какво този идеал представлява.
Историята започва с това, че О'Нийл се връща вкъщи от библиотеката, само за да открие, че жена му и малката му дъщеря са го напуснали. О'Нийл, отчаян, се сприятелява с британската сервитьорка Даяна в ресторанта, в който тя работи и веднага я моли да се омъжи за него. Даяна прави опит да впечатли съпруга си, като чете книги, включително много забравени такива от 20-те години. Но О'Нийл скоро я изоставя заради друга сервитьорка – Манди, която го омагьосва с (вероятно измислени) анекдоти.
Йоги Джонсън има период, през който се терзае от факта, че изобщо не желае жена, въпреки че наближава пролетта, „което превръща фантазията на младия мъж в любов“. Най-сетне той се влюбва в американска аборигенка, която влиза в ресторанта, облечена само в мокасини. Джонсън е излекуван от своята импотентност, когато, гледайки я гола, той е победен от „ново чувство“, което бърза да припише на майката природа.